# Konrad Karl Finck von Finckenstein
Konrad Karl Graf Finck von Finckenstein (* 2. April 1820 in Jäskendorf; † 30. März 1900 in Schönberg) war ein deutscher Rittergutsbesitzer, Hofbeamter und Parlamentarier.

## Familie
Konrad Karl Finck von Finckenstein war der Sohn des Landhofmeisters im Königreich Preußen Karl Finck von Finckenstein (* 13. Mai 1794; † 19. Januar 1865) und der Marie geb. von Tippelskirch (* 19. Mai 1797; † 9. April 1859). 
Er heiratete am 19. Mai 1851 Agnes geb. von Kanitz (* 24. Februar 1826; † 28. März 1882). Ihr einziger Sohn war der Majoratsbesitzer Konrad Finck von Finckenstein, ferner hatte er vier Töchter:
- Margarethe Auguste Wilhelmine Rosa Agnes (* 26. Juni 1852; † 31. Dezember 1891) ⚭ 1872 Georg Stein von Kamienski, preußische Gutsbesitzer und Politiker
- Luise Mathilde (* 2. März 1854; † 11. Mai 1932) ⚭ 1875 Henning von Lücken, Herr auf Massow
- Gertrud Wilhelmine Elisabeth (* 25. Juli 1857; † 24. November 1920)
- Wilhelmine Agnes (* 18. Mai 1859; † 12. Juni 1939)

## Leben
Nach dem Besuch des Gymnasiums in Königsberg studierte Konrad Karl Finck von Finckenstein an der Rheinischen Friedrich-Wilhelms-Universität Bonn und Friedrich-Wilhelms-Universität Berlin Rechtswissenschaften. 1841 wurde er Mitglied des Corps Borussia Bonn. Nach dem Studium wurde er Fideikommissherr auf Gut Schönberg. Er war königlicher preußischer Oberleutnant und Kammerherr. Finck von Finckstein gehörte dem Kreistag des Kreises Rosenberg an und war von 1872 bis 1900 Mitglied des Preußischen Herrenhauses.